# 1230-talet
1230-talet är det decennium som startade 1 januari 1230 och slutade 31 december 1239.

## Händelser
- Storfurstendömet Litauen bildas.

## Födda
- 1239 – Edvard I av England

## Avlidna
- 1231 – Elisabet av Thüringen, helgon